# Gabriele Walger-Demolsky
Gabriele Walger-Demolsky (* 2. Juni 1965 in Bochum) ist eine ehemalige deutsche Politikerin (bis 2022 AfD). Sie war von 2017 bis 2022 Mitglied des Landtags von Nordrhein-Westfalen.

## Ausbildung und Beruf
Walger-Demolsky absolvierte eine Ausbildung zur Groß- und Außenhandelskauffrau und zur Betriebswirtin (VWA).

## Politik
Gabriele Walger-Demolsky war bereits in ihrer Jugend Schulsprecherin ihrer Schule. Sie trat im April 2013 in die AfD ein, nachdem sie bereits Ende der 1990er Jahre für wenige Monate dem Bund freier Bürger angehört hatte. Sie selbst trat vor dem Gründungsparteitag der AfD bei, weil sie mit der Protesthaltung von Bernd Lucke sympathisierte. Als eine der ersten hatte sie sich als Gegner der rechten Strömung profiliert und den sogenannten „Appell der 100“ unterschrieben, der Björn Höcke und den Einfluss des Flügels kritisiert. Sie war zeitweise fachpolitische Sprecherin des Landesfachausschusses Zuwanderung/Asyl/Integration der AfD Nordrhein-Westfalen und Mitglied des Bundesfachausschusses.
Bei der Landtagswahl in Nordrhein-Westfalen 2017 kandidierte sie als Direktkandidatin im Landtagswahlkreis Bochum II sowie auf Platz 15 der Landesliste, über die sie in den Landtag einzog. Im Landtag war sie stellvertretende Vorsitzende der AfD-Fraktion. Nach der Landtagswahl 2022 schied sie aus dem Landtag aus und verließ die Partei.

## Privates
Walger-Demolsky ist verwitwet und wohnt in Niedersachsen.